# CFA franak
CFA franak (na francuskom: franc CFA) je valuta u 12 bivših francuskih kolonija u Africi, a koristi se i u Gvineji Bisau (bivšoj portugalskoj koloniji) te u Ekvatorskoj Gvineji (bivšoj španjolskoj koloniji). Valuta je uspostavljena 1945. godine za potrebe korištenja u tadašnjim francuskim kolonijama u Africi, da bi je potom veći dio tih zemalja nastavio koristiti i nakon zadobivanja neovisnosti.
Kratica CFA je između 1945. i 1958. značila "Colonies françaises d'Afrique" (na hrvatskom: Francuske kolonije Afrike), a od tada znači "Communauté française d'Afrique" (na hrvatskom: Francuska zajednica Afrike).
Vrijednost CFA franka je spojena s eurom: 100 CFA franaka = 0,152449 eura, ili 1 euro = 655,957 CFA franaka. Konvertibilnost CFA franka u Euro jamči Francuska državna riznica, tj. Vlada Francuske Republike.
U novije vrijeme se raspravlja o tome pomaže li vezivanje uz valutu bivše kolonijalne metropole (ranije francuski franak, danas euro) i jedinstveni sustav emitiranja novca (koji se oslanja na devizne rezerve deponirane u Francuskoj) razvoju zemalja koje koriste CFA franak.
U proteklim desetljećima, nekoliko je zemalja napustilo korištenje CFA franka - Džibuti 1949., Tunis 1958., Gvineja 1960., Maroko 1960., Mali 1962., Alžir 1964., te Madagaskar i Mauritanija 1973. godine.
Francuski prekomorski departmani Reunion te Sv. Petar i Mikelon su do 1967., odnosno 1974. godine koristili CFA franak, da bi ga potom zamijenili francuskim frankom; ondje se danas koristi euro.
1984. godine se Mali ponovno pridružio CFA zajednici. 1985. godine je CFA franak uvela bivša španjolska kolonija Ekvatorska Gvineja, a 1997. godine je to učinila i bivša portugalska kolonija Gvineja Bisau. 
Vrijedi opaziti da CFA franak nije 1960. godine revaluiran u vrijeme kada je 100 francuskih starih franaka zamijenjeno za 1 novi: od tada je 1 (novi) francuski franak vrijedio 50 CFA franaka, koji je tečaj držan do 1994. godine, kada je CFA franak odjednom devalvirao za 50% u odnosu na francuski franak (na 100 CFA franaka za jedan francuski franak); taj je događaj rezultirao velikim poskupljenjem mnogih proizvoda u afričkim zemljama.
Europska unija je 2008. godine provela procjenu učinaka korištenja CFA, te je ocijenjeno da korištenje te valute nije doprinijelo međusobnoj ekonomskoj integraciji zemalja koje je koriste, ali je blagotvorna s gledišta njihove makroekonomske stabilnosti.

## Institucije
Službeno, postoje dvije valute s nazivom CFA franak: zapadnoafrički CFA franak (ISO 4217 valutne oznake XOF), i srednjoafrički CFA franak (ISO 4217 valutne oznake XAF). Obje vrste CFA franka jednako su spojene s eurom (1 euro = 655.957 XOF = 655.957 XAF), i za obje valute je odgovorna Državna riznica Francuske (Trésor public), ali zapadnoafrički CFA se ne može koristiti u zemljama Srednje Afrike ni obrnuto, srednjoafrički CFA se ne može koristiti u zemljama Zapadne Afrike.

### Zapadnoafrički CFA
Zapadnoafrički CFA franak (XOF), poznatiji samo pod nazivom Franc CFA. CFA znači Communauté financière d'Afrique ("Financijska zajednica Afrike"). Izdaje ga BCEAO (Banque Centrale des États de l'Afrique de l'Ouest, tj. "Središnja banka zapadnih afričkih država"), koja se nalazi u Dakaru, u Senegalu, za 8 država članica UEMOA (Union Économique et Monétaire Ouest Africaine, tj. "Monetarna unija zapadne Afrike"):
- Benin
- Burkina Faso
- Bjelokosna Obala
- Gvineja Bisau
- Mali
- Niger
- Senegal
- Togo

Ovih osam država zajedno imaju 105,7 milijuna stanovnika i ukupni zajednički BDP od 78,4 milijarde dolara (2014.).

### Srednjoafrički CFA
Srednjoafrički CFA franak (XAF), poznat također samo pod nazivom Franc CFA gdje CFA znači Coopération financière en Afrique centrale ("Financijska suradnja u srednjoj Africi"). Izdaje ga BEAC (Banque des États de l'Afrique Centrale, tj. "Banke država središnje Afrike"), sa sjedištem u Yaoundeu, Kamerun,za 6 država članica CEMAC (Communauté Économique et Monétaire de l'Afrique Centrale, i.e. "Ekonomska i monetarna zajednica središnje Afrike"):
- Kamerun
- SAR
- Čad
- Republika Kongo
- Ekvatorska Gvineja
- Gabon

Ovih 6 država zajedno imaju 48 milijuna stanovnika i ukupni zajednički BDP od 88,2 milijarde USD (2014.).

## Povijest članstva
- 1949: Džibuti (Francuska Somalija) napušta CFA valutu
- 1958. godine Tunis napušta CFA valutu
- 1960. Gvineja napušta CFA valutu
- 1960. Maroko napušta CFA valutu
- 1962: Mali napušta CFA valutu
- 1964. Alžir napušta CFA valutu
- 1967: Reunion napušta CFA valutu i prelazi na Francuski franak (danas euro)
- 1973: Madagaskar napušta CFA valutu
- 1973: Mauritanija napušta CFA valutu
- 1974: Sveti Petar i Mikelon napušta CFA valutu (danas koristi euro)
- 1984: Mali ponovno se pridružuje zajednici (1 franak = 2 Malijska franka)
- 1985: Ekvatorska Gvineja pridružuje se CFA zajednici
- 1997: Gvineja Bisau pridružuje se CFA zajednici

## Primjeri novčanica
- Novčanica od 500 franaka
- Novčanica od 2.000 franaka
- Novčanica od 10.000 franaka

| Yahoo! Finance: | AUD CAD CHF EUR GBP HKD JPY USD |
| XE.com:         | AUD CAD CHF EUR GBP HKD JPY USD |

| Yahoo! Finance: | AUD CAD CHF EUR GBP HKD JPY USD |
| XE.com:         | AUD CAD CHF EUR GBP HKD JPY USD |

## Poveznice
- CFP franak

## Vanjske poveznice
- BCEAO.int - Službena stranica (na francuskom) Središnje banke zapadnih afričkih država (Banque Centrale des États de l'Afrique de l'Ouest) (Benin, Burkina Faso, Bjelokosna Obala, Gvineja Bisau, Mali, Niger, Senegal, Togo), članica Monetarne unije zapadne Afrike (Union Monétaire Ouest Africaine ili UMOA), sa sjedištem u Dakaru u Senegalu.
- BEAC.int  Arhivirana inačica izvorne stranice od 25. ožujka 2007. (Wayback Machine) - Službena stranica (na francuskom) Banke država središnje Afrike (Banque des États de l'Afrique Centrale) (Kamerun, SAR, Republika Kongo, Gabon, Ekvatorska Gvineja, Čad), članica Ekonomske i monetarne zajednice središnje Afrike la (Communauté Économique et Monétaire d'Afrique Centrale ili CEMAC), sa sjedištem u Banguiu u Srednjoafričkoj Republici.
- La Zone Franc  Arhivirana inačica izvorne stranice od 22. travnja 2005. (Wayback Machine) - Službena stranica Banque de France, u Parizu.
- BCC[neaktivna poveznica] - Službena stranica Komorske središnje banke u gradu Moroni.